# Droga wojewódzka 865
Die Droga wojewódzka 865 (DW 865) ist eine 72 Kilometer lange Droga wojewódzka (Woiwodschaftsstraße) in der polnischen Woiwodschaft Karpatenvorland und der Woiwodschaft Lublin, die Jarosław mit Bełżec verbindet. Die Strecke liegt im Powiat Jarosławski, im Powiat Lubaczowski und im Powiat Tomaszowski.

## Streckenverlauf
Woiwodschaft Karpatenvorland, Powiat Jarosławski
-  Jarosław (Jaroslau) (A 4, DK 19, DW 870, DW 880)
- Koniaczów
- Makowisko
- Olchowa
- Ryszkowa Wola
- Zapałów
- Wólka Zapałowska

Woiwodschaft Karpatenvorland, Powiat Lubaczowski
- Zalesie
-  Oleszyce (DW 867)
-  Dachnów (DW 866)
-  Cieszanów (DW 863)
-  Żuków (DW 864)
- Kowalówka (Freifeld)
- Płazów
- Narol

Woiwodschaft Lublin, Powiat Tomaszowski
-  Bełżec (DK 17)